# (6619) Коля
(6619) Коля (лат. Kolya) — типичный астероид главного пояса, открыт 27 сентября 1973 года советским астрономом Людмилой Черных в Крымской астрофизической обсерватории и 21 июля 2005 года назван в честь советского астронома Николая Черных.

## Обнаружение и именование
(6619) Коля
Открыт 27 сентября 1973 года в Крымской астрофизической обсерватории Л. И. Черных.
Николай Степанович Черных (1931—2004), начиная с 1965 года, был руководителем группы наблюдателей малых планет КрАО-ИТА. Он сам открыл 536 малых планет и две кометы, а также участвовал в астрономических наблюдениях за удалёнными космическими аппаратами и лазерном измерении Луны. В честь супругов Черных также названа малая планета (2325) Черных.
Оригинальный текст (англ.)6619 Kolya
Discovered 1973 Sept. 27 by L. I. Chernykh at the Crimean Astrophysical Observatory.
Nikolaj Stepanovich Chernykh (1931—2004) was chief, beginning in 1965, of the CrAO-ITA group of observers of minor planets. He himself discovered 536 minor planets and two comets, and he participated in astronomical observations of distant spacecraft and laser ranging of the moon. Chernykh was also honored by minor planet (2325) Chernykh.
Источники: 20050721/MPCPages.arc; M.P.C. 54561.

## Орбита

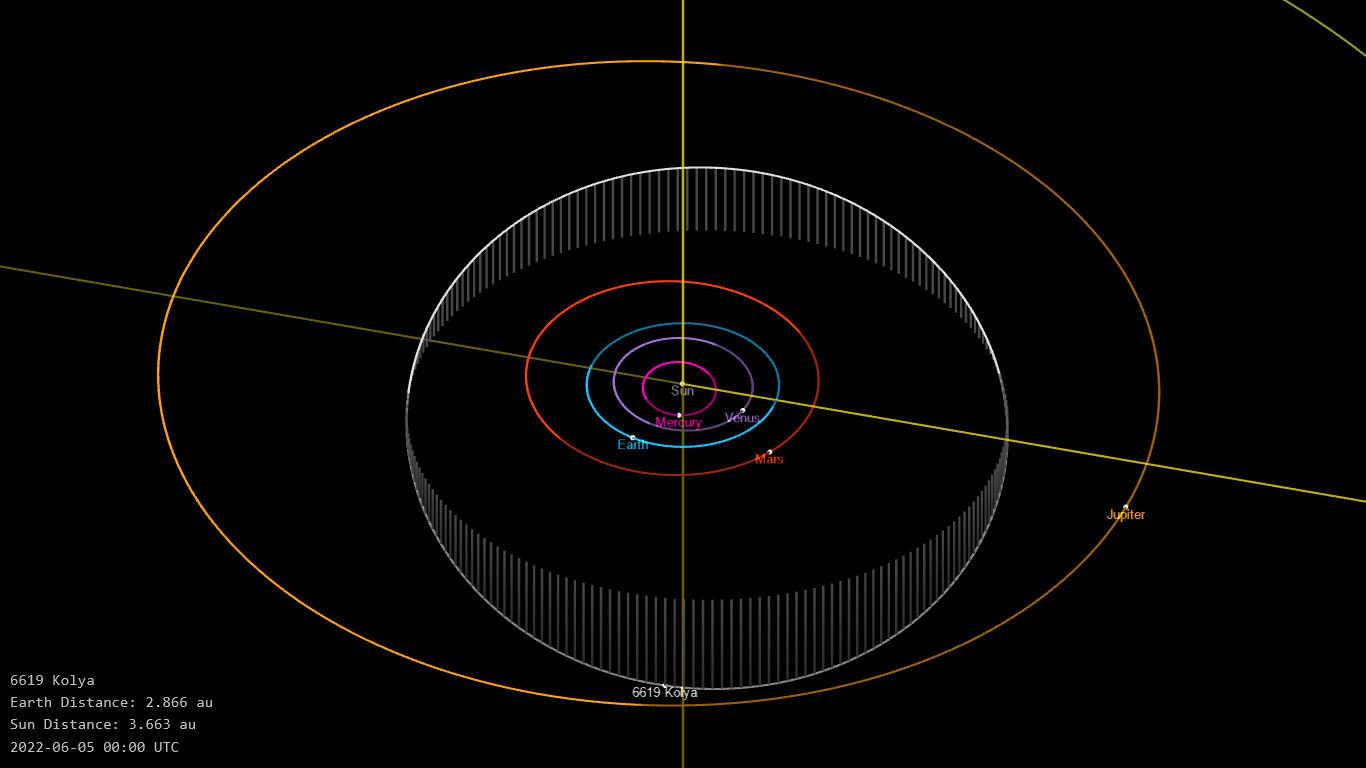
Орбита астероида Коля и его положение в Солнечной системе

## Физические характеристики
Астероид относится к таксономическому классу C.
По результатам наблюдений в инфракрасном диапазоне орбитальной обсерватории IRAS и спутника Akari и наблюдений в видимом и ближнем инфракрасном диапазоне космического телескопа NEOWISE диаметр астероида сначала оценивался равным 27,07±2 км, позже — 29,519±0,384 км, 35,00±0,88 км, 25,33±2,22 км, 23,14±6,58 км, 27,86±8,43 км, 23,97±6,72 км и 23,63±7,51 км. Согласно тем же источникам альбедо оценивается как 0,1266±0,021, 0,0560±0,0105, 0,095±0,006, 0,073±0,019, 0,07±0,07, 0,04±0,03, 0,056±0,011, 0,048±0,033 и 0,049±0,048.